# Voyage au pays du Tendre
Voyage au pays du Tendre est une œuvre de musique de chambre de Gabriel Pierné composée en 1935 à l'intention du Quintette Pierre Jamet.

## Présentation
Voyage au pays du Tendre de Pierné est composé en 1935. L'œuvre, posthume, qui consiste en un quintette pour flûte, harpe, violon, alto et violoncelle, est inspirée de la carte de Tendre de Madeleine de Scudéry tracée dans son roman Clélie,,.
À l'instar de Variations libres et Finale, la partition est destinée au Quintette instrumental de Paris du harpiste Pierre Jamet,,.
Voyage au pays du Tendre est créé par l'ensemble destinataire le 8 mai 1936 à Radio-Paris, puis donné en concert en première audition le 25 mai 1938 à la Société nationale de musique,.

## Structure et analyse
Voyage au pays du Tendre est d'une durée moyenne d'exécution de douze minutes environ.
L'ouvrage, « tout enveloppé des fluides arpèges de la harpe, présente une succession de pièces courtes qui s'enchaînent en alternant les lents et les vifs ».
Les épisodes se succédant sont :
- L'Embarquement ;
- Fleuve Inclination, « dont le cours est symbolisé par un placide motif de la flûte accompagnée des cordes[2] » ;
- Villages :
  - Petits soins, à l'« alerte motif en notes répétées[2] » ;
  - Tendresse, « douce mélodie chantée par le violon[2] » ;
  - Empressement, aux « traits en fusées[2] » ;
  - Confiante amitié, « tendre sicilienne susurrée par l'alto[2] » ;
  - Perfidie-Méchanceté, dans un climat « déchaînant coups de fouet de la flûte et accords « arrachés » des autres instruments[2] » ;
  - Mer d'inimitié, « houle de doubles croches où la tonalité semble suspendue[2] » ;
  - Soumission, passage « faisant acte de contrition par la voix du violoncelle solo[2] » ;
  - Billets galants, page qui « oppose le grave violoncelle au badinage du violon, de l'alto et de la flûte[2] » ;
  - Jolis vers, « réservés aux cordes et déclamés dans une mesure à cinq temps[2] » ;
  - Billets doux, « dernière escale valsante[2] » ;
- Retour par Tendre-sur-Inclination, « reprise textuelle du début dans un ut majeur retrouvé[2] ».

La partition est publiée par Alphonse Leduc.
Il existe une transcription pour piano de l'œuvre, intégrée au recueil Six pièces.

## Discographie
- Pierné: complete piano works, chamber, orchestral & vocal music, historical recordings, 10 CD, Warner Classics, 2023[6] : CD 9, Vanessa McKeand (harpe), Allegri String Quartet et membres de l'English Chamber Orchestra.
- Gabriel Pierné, la musique de chambre, vol. 2, Markus Brönnimann (flûte), Catherine Beynon (harpe), Haoxing Liang (violon), Kris Landsverk (alto) et Vincent Gérin (violoncelle), Timpani 2C1111, 2007[7].